# Augusta Christie-Linde
Augusta Christie-Linde (född Ärnbäck-Andersson, 1898 gift med Edvard Eilert Christie-Linde), född 28 mars 1870 i Linde socken, Västmanland, död 20 september 1953 i Stockholm, var en svensk zoolog.
Augusta Christie-Linde var dotter till lantbrukaren på  Ernebäcks gård i Västra Vingåkers socken Anders Andersson. Hon avlade mogenhetsexamen i Örebro 1888, blev 1892 filosofie kandidat vid Uppsala universitet och fortsatte därefter sina studier vid Stockholms högskola där hon blev filosofie licentiat 1908 och filosofie doktor 1909. Christie-Linde var 1892–1894 lärarinna vid skolor i Stockholm och 1896–1899 och 1900–1901 amanuens vid Stockholms högskolas zoologiska institution. 1916–1940 var hon extra zoolog vid Riksmuseets evertebratavdelning, där hon kortare tid arbetade som intendent och museiassistent. Under namnet Ärnbäck-Christie-Linde utgav hon ett 30-tal zoologiska arbeten vilka behandlade däggdjurens anatomi och systematik, vilka publicerades i tyska och engelska facktidskrifter. Sin främsta insats gjorde hon genom sina forskningar om sjöpungar. Hon studerade främst nordiska, arktiska och antarktiska sjöpungar och var den förste som ingående studerade de svenska sjöpungsarterna.